# Tatort: Schönes Wochenende
Schönes Wochenende ist ein Fernsehfilm aus der Fernseh-Kriminalreihe Tatort der ARD und des ORF. Der Film wurde vom WDR produziert und am 16. November 1980 zum ersten Mal gesendet. Er ist die 118. Folge der Tatort-Reihe, der 20. und letzte mit Kommissar Haferkamp.

## Handlung
Der vorbestrafte ehemalige Bundeswehrsoldat Michalke plant mit seinen Kumpanen Nelles und Oebel einen Überfall auf den Essener Großmarkt. Die Pläne dafür hat er von seinem Zellengenossen Brehm erhalten. Als Brehm mehr Beteiligung verlangt, erschießt Michalke ihn und lässt die Leiche in einer alten verlassenen Zeche verschwinden.
Michalke betritt am Freitagabend den Großmarkt als Kunde und seine Komplizen das Gebäude über das Dach, um die Einnahmen im Hinterraum zu stehlen. Da Alarm ausgelöst wird und jeder Kunde beim Verlassen von der Polizei durchsucht wird, versteckt Michalke das Diebesgut in einem Cornflakeskarton im Verkaufsraum, und die drei verlassen das Gebäude als normale Kunden.
Dummerweise wird die Leiche Brehms zu früh entdeckt, und Haferkamp nimmt die Ermittlungen auf. Er befragt dessen Zellengenossen Michalke, der auf den Kommissar merkwürdig nervös wirkt. Michalke versteckt sich zunächst bei Oebel, da sie erst am Montag an das Geld gelangen können. Durch Recherchen hat Haferkamp herausgefunden, dass Brehm ein Zimmer in Enke bei Lüdenscheid gebucht hat. Er reist dorthin und vermutet, dass Brehm sich dort mit jemandem hatte treffen wollen. Im Hotel findet zur gleichen Zeit ein Jubiläum der Firma „Röders Mühle“ statt, die unter anderen auch Produkte in den Essener Großmarkt liefert. Durch die Hotelleiterin Doris Zils kann Haferkamp einiges über die Bewohner des Ortes erfahren, insbesondere über die Verbindungen von Michalke und Theo Röder. Aufgrund dieser Details sowie durch Recherchen von Kreutzer kommt Haferkamp zu dem Schluss, dass es eine Verbindung zwischen dem Mord an Brehm und dem Überfall gibt. Seiner Ansicht nach ist auch Theo Röder mit in den Raub verwickelt.
Michalke  möchte, dass Theo Röder den Karton als Rücklieferung aus dem Großmarkt holt. Doch dieser weigert sich, da ihm die Neugier des Kommissars zu gefährlich erscheint. Also fasst Michalke den Plan, Doris Zils dazu zu bringen, den Karton als Kundin aus dem Markt zu holen. Nachdem er sie unter Druck gesetzt hat, willigt sie ein. Haferkamp und seine Kollegen observieren Doris, als sie den Karton abholt, und folgen ihr zu einem Parkplatz, wo Michalke bereits wartet. Dort kreisen die Beamten ihn ein und können ihn festnehmen. Nelles und Oebel, die mit Champagner im Hotel in Enke schon den Erfolg begießen, werden von Kreutzer überrascht und festgenommen.

## Kritik
TV Spielfilm vergab die beste Bewertung und bemerkte: „Ein würdiger Abgang für Herrn Haferkamp.“

## Trivia
Der Film wurde vom 22. Januar bis zum 18. Februar 1980 im Bavaria-Atelier München-Geiselgasteig gedreht. Die Außenaufnahmen entstanden in Essen und Umgebung sowie in München.
Nach sechs Jahren und 20 Fällen beendete Hansjörg Felmy mit Schönes Wochenende seine Rolle als Kommissar Haferkamp. Es folgten noch eine Folge mit seinem Kollegen Kreutzer (Willy Semmelrogge) in Herzjagd und eine Folge mit Jörg Hube als Kommissar Enders. Erst ab Juni 1981 übernahm Götz George als legendärer Horst Schimanski den Platz des WDR-Tatort-Kommissars.